# Nicolas Theodore Gobley
Nicolas Theodore Gobley, nascut l'11 de maig de 1811 a París i traspassat l'1 de setembre de 1876 a Banhèras de Luishon, va ser un farmacéutic i químic francès molt relacionat amb l'estudi dels fosfolípids. Un dels seus majors èxits científics és el descobriment en el període de 1846/1847 de la lecitina (fosfatidilcolina).

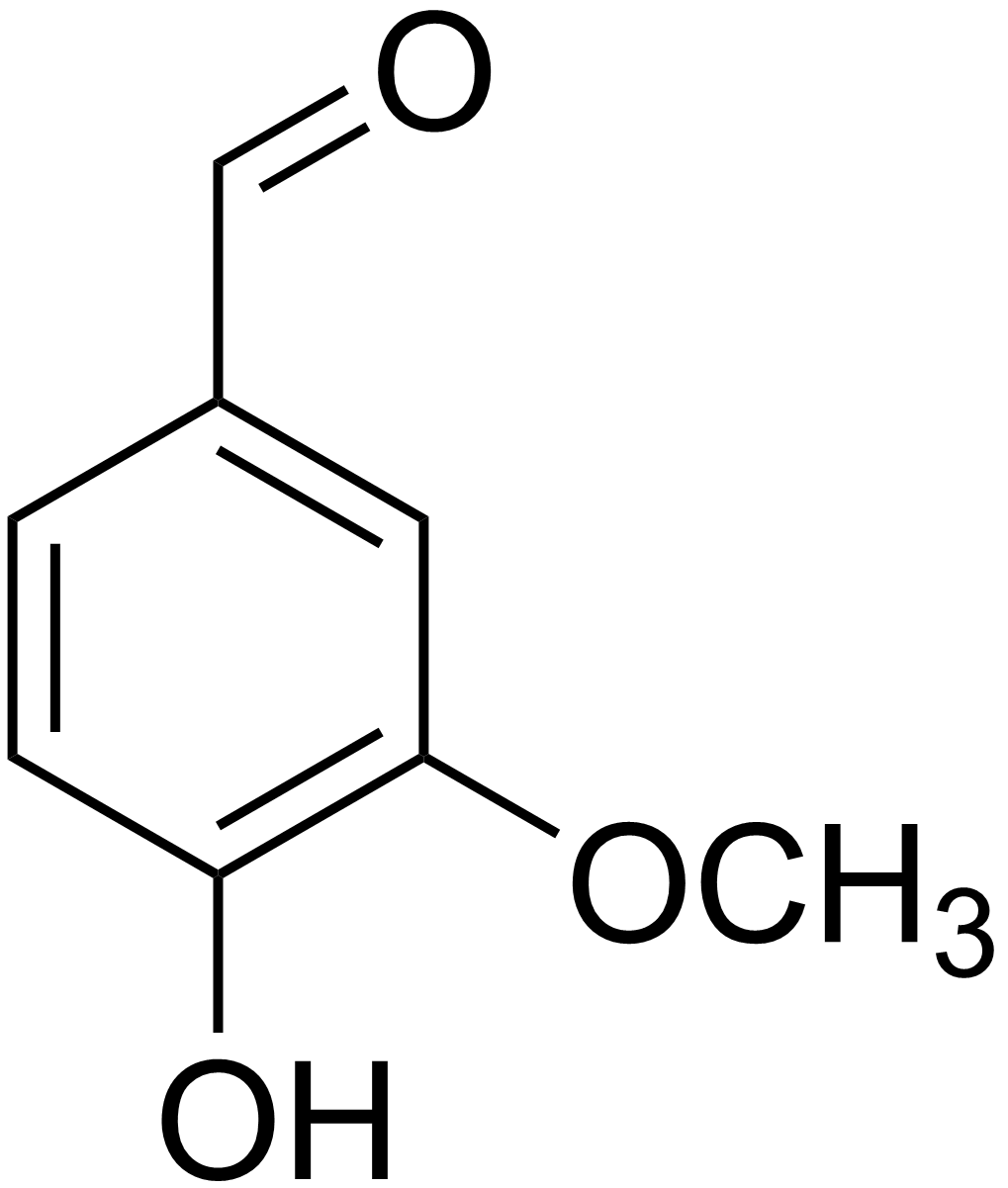
Vanil·lina

Gobley va estudiar farmàcia a París i va treballar posteriorment amb el químic francès Pierre Jean Robiquet i junts van estudiar l'estructura dels alcaloides cafeïna i codeïna. Va treballar com a assistent de medicina i en el període que va des de 1837 fins a 1861 va mantenir oberta una farmàcia a París. Durant el període que va des de 1842 fins a 1847 va treballar com a professor en l'Escola de Farmàcia i va ingressar a l'Acadèmia de Medicina el 1861.
Va ser un dels primers científics a aïllar i estudiar les propietats de la vanil·lina, un dels components aromàtics de la vainilla, l'any 1858. En el període que va des del 1846 fins a 1847 va aïllar i estudiar la lecitina (fosfatidilcolina), la va denominar així perquè la va extreure del rovell d'ou que en grec és Lekithos. En els anys posteriors va fer abundants investigacions en temes de fosfolípids relacionats amb substàncies del cos humà.

## Obres
- Gobley, N.T. «Recherches sur le principe odorant de la vanille». Journal de Pharmacie et de Chimie, 34, 1858, pàg. 401-405. Arxivat de l'original el 2023-08-22 [Consulta: 22 gener 2009].